# Haukur Þrastarson
Haukur Þrastarson (ur. 14 kwietnia 2001 w Selfoss) – islandzki piłkarz ręczny, środkowy rozgrywający, zawodnik Vive Kielce.

## Kariera sportowa
Od 2016 występuje w drużynie seniorów UMF Selfoss. W islandzkiej ekstraklasie zadebiutował 8 września 2016 w wygranym meczu z Afturelding (32:25), a pierwszą bramkę rzucił 16 września 2016 w wygranym spotkaniu z Valur (36:23). W sezonie 2017/2018 stał się podstawowym zawodnikiem swojego zespołu – w lidze rozegrał 27 meczów i zdobył 119 goli. W sezonie 2018/2019, w którym wywalczył ze swoją drużyną mistrzostwo Islandii, wystąpił 29 spotkaniach i rzucił 153 bramki. Ponadto w sezonie 2018/2019 rozegrał w Pucharze EHF sześć meczów, w których zdobył 19 goli.
W lipcu 2020 został zawodnikiem Vive Kielce, z którym podpisał trzyletni kontrakt, co ogłoszono w listopadzie 2019.
W 2018 z reprezentacją Islandii U-18 wywalczył srebrny medal mistrzostw Europy U-18. W turnieju, który odbył się w Chorwacji, rozegrał siedem meczów i zdobył 47 goli, co dało mu 3. miejsce w klasyfikacji najlepszych strzelców zawodów, a ponadto otrzymał nagrodę dla najlepszego gracza mistrzostw. W 2019 uczestniczył w mistrzostwach świata U-19 w Macedonii Północnej, podczas których rozegrał siedem spotkań i rzucił 32 bramki.
W marcu 2018 został po raz pierwszy powołany do reprezentacji Islandii przez trenera Guðmundura Guðmundssona. W kadrze narodowej zadebiutował 5 kwietnia 2018 w przegranym meczu towarzyskim z Norwegią (29:31), w którym zdobył trzy gole. W styczniu 2019 znalazł się w 17-osobowej kadrze Islandii na mistrzostwa świata rozgrywane w tym samym miesiącu w Niemczech i Danii (jako rezerwowy). W trakcie turnieju zastąpił kontuzjowanego Arona Pálmarssona i zagrał w dwóch spotkaniach: 20 stycznia 2019 z Francją (22:31), w którym rzucił dwie bramki, oraz 23 stycznia 2019 z Brazylią (29:32).

## Sukcesy
UMF Selfoss
- Mistrzostwo Islandii: 2018/2019

Reprezentacja Islandii
- 2. miejsce w mistrzostwach Europy U-18: 2018

Indywidualne
- Najlepszy zawodnik mistrzostw Europy U-18: 2018[4]
- 3. miejsce w klasyfikacji najlepszych strzelców mistrzostw Europy U-18: 2018 (47 bramek)[3]

## Statystyki
| Klub                      | Sezon     | Liga       | Liga | Liga | Liga |   | Puchar kraju | Puchar kraju | Puchar kraju |    | Puchar EHF | Puchar EHF | Puchar EHF |     | Razem | Razem | Razem |
| Klub                      | Sezon     | Liga       | M    | B    | Śr.  | M | B            | Śr.          | M            | B  | Śr.        | M          | B          | Śr. |       |       |       |
| ------------------------- | --------- | ---------- | ---- | ---- | ---- | - | ------------ | ------------ | ------------ | -- | ---------- | ---------- | ---------- | --- | ----- | ----- | ----- |
| UMF Selfoss               | 2016/2017 | Olís deild | 16   | 4    | 0,3  | 0 | 0            | 0            | –            | –  | –          | 16         | 4          | 0,3 |       |       |       |
| UMF Selfoss               | 2017/2018 | Olís deild | 27   | 119  | 4,4  | 3 | 14           | 4,7          | –            | –  | –          | 30         | 133        | 4,4 |       |       |       |
| UMF Selfoss               | 2018/2019 | Olís deild | 29   | 153  | 5,3  | 2 | 13           | 6,5          | 6            | 19 | 3,2        | 37         | 185        | 5   |       |       |       |
| UMF Selfoss               | 2019/2020 | Olís deild | 10   | 83   | 8,3  | 0 | 0            | 0            | 2            | 13 | 6,5        | 12         | 96         | 8   |       |       |       |
| UMF Selfoss               | Razem     | Razem      | 82   | 359  | 4,4  | 5 | 27           | 5,4          | 8            | 32 | 4          | 95         | 418        | 4,4 |       |       |       |
| Stan na 19 listopada 2019 |           |            |      |      |      |   |              |              |              |    |            |            |            |     |       |       |       |